# Otto Silber
Otto Silber (17 de março de 1893 - 23 de dezembro de 1940) foi um futebolista estoniano que atuava como zagueiro.ele fez parte da Seleção Estoniana de Futebol que participou dos Jogos Olímpicos de Verão de 1924.